# Carlos Rosero
Carlos Alfonso Rosero (Buenaventura, 5 de septiembre de 1959) es un antropólogo, líder social y político colombiano. El 27 de febrero fue designado como Ministro de Igualdad y Equidad de Colombia en el gobierno de Gustavo Petro.

## Trayectoria
Rosero estudió antropología en la Universidad Nacional de Colombia. Fue cofundador del movimiento político Proceso de Comunidades Negras (PCN), siendo una figura clave en la formulación e implementación de políticas públicas relacionadas con los pueblos afrodescendientes en Colombia, participando en procesos de incidencia política tanto a nivel nacional como internacional. Su trabajo ha sido fundamental en la promoción del Convenio 169 de la OIT y en la Ley 70 o Ley de las Comunidades Negras de 1993, que reconoce los derechos de las comunidades negras en Colombia.
Además de su activismo, ha trabajado en investigaciones sobre identidad, territorio, racismo y resistencia de los pueblos afrocolombianos, contribuyendo al debate académico y político sobre la inclusión y equidad racial en el país.

## Aspiraciones electorales

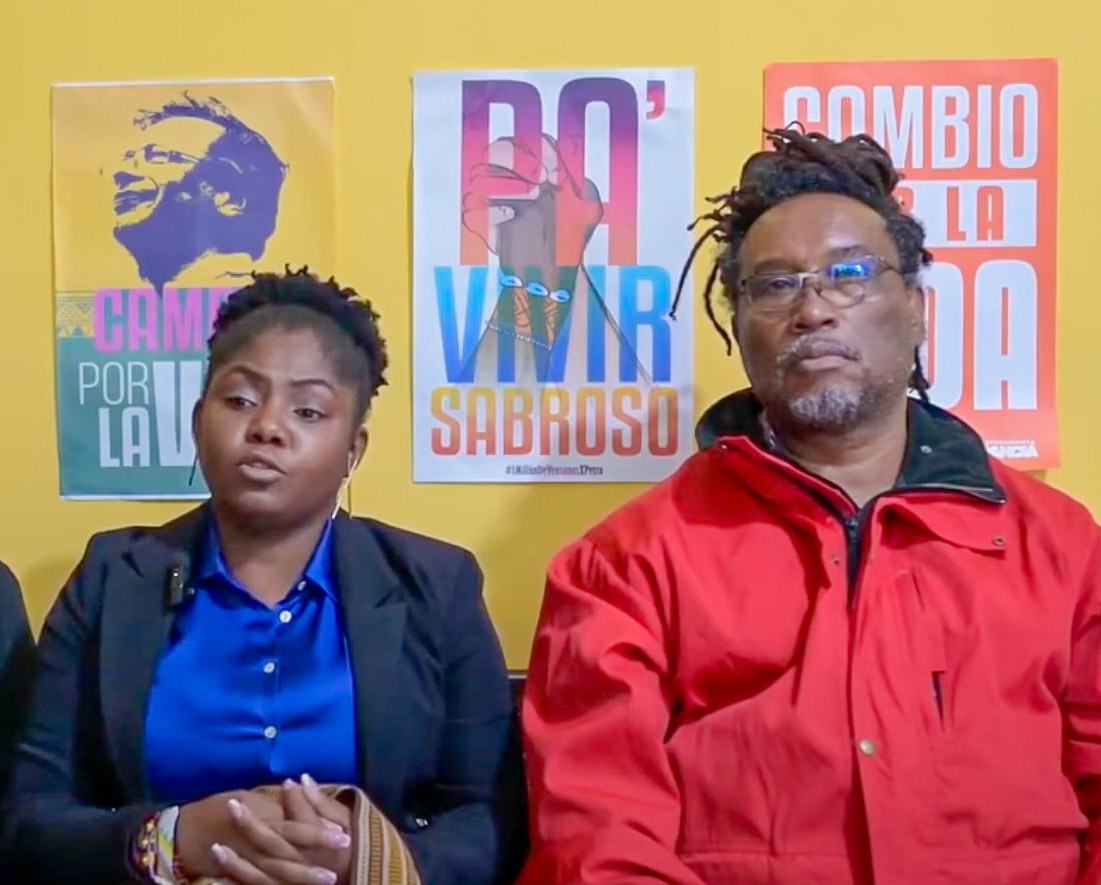
Rosero acompañando a Francia Márquez en la campaña de 2022

En 1990 fue candidato a la Asamblea Nacional Constituyente, donde buscó representar a las comunidades afrocolombianas, promoviendo la inclusión de estos grupos en la nueva Constitución de Colombia. En 2002 se postuló para una candidatura a la Cámara de Representantes por el Movimiento Aponury. En 2022 fue candidato al Senado de la República en la lista cerrada de la coalición del Pacto Histórico en representación del entonces movimiento Soy Porque Somos con el aval del Polo Democrático Alternativo junto con Vicenta Moreno, aunque ambos declinaron a su aspiración por considerar que su posición en la lista no les era favorable contrario a lo pactado.
En 2022 Rosero fue nombrado como representante de las comunidades negras en los diálogos entre el gobierno Petro con la guerrilla del ELN.

## Activismo internacional
Carlos Rosero ha sido un actor clave en la Alianza Estratégica de Afrodescendientes de América Latina y el Caribe, desempeñando un rol en la coordinación política de esta organización. A través de su trabajo, ha promovido la inclusión de las comunidades afrodescendientes en los foros internacionales y ha luchado por el cumplimiento de compromisos internacionales contra el racismo estructural, como los establecidos en la Declaración y el Programa de Acción de Durban de 2001. También ha abogado por el reconocimiento de sus derechos en temas globales como el cambio climático y la biodiversidad.

## Ministro de Estado

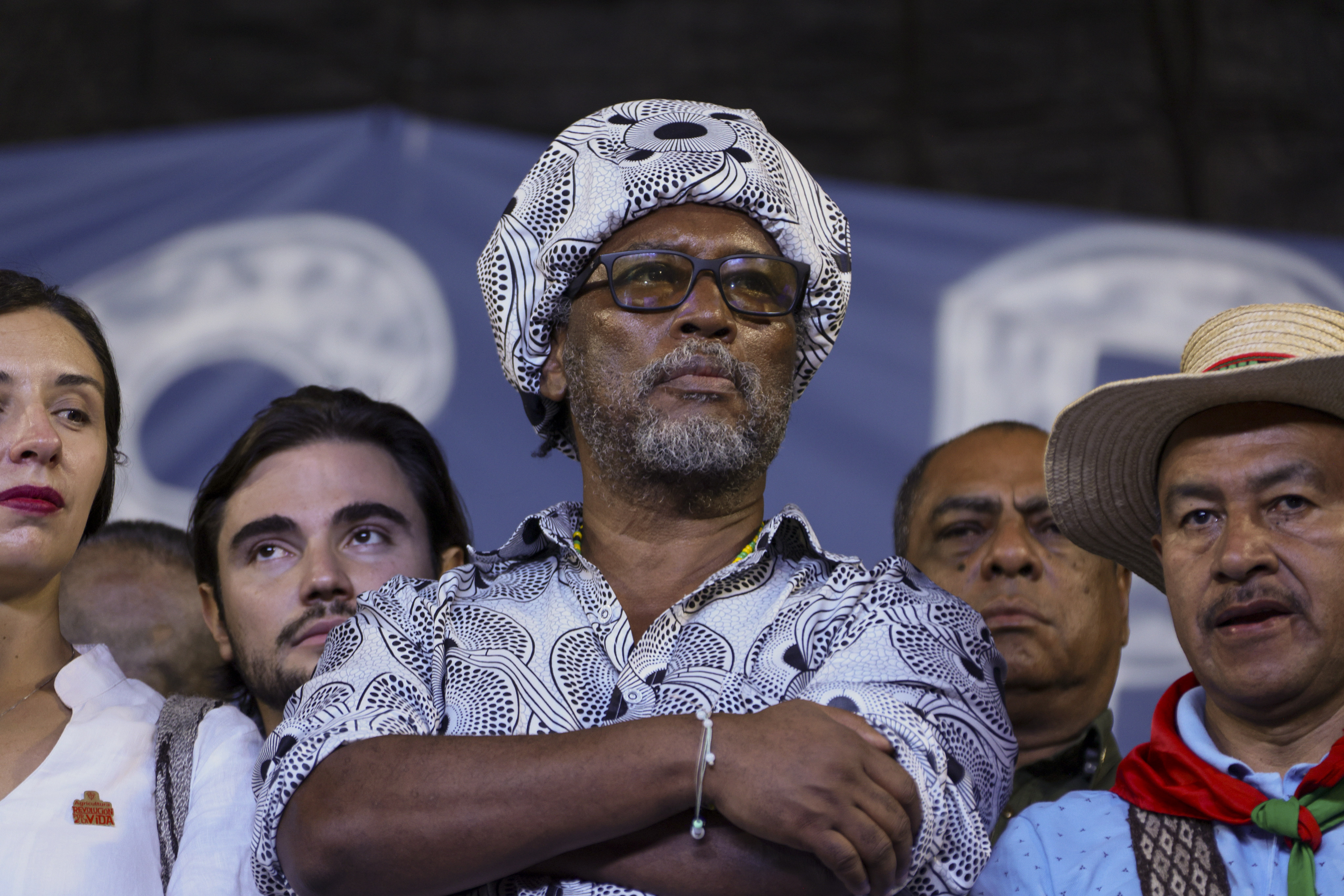
Rosero en junio de 2025 en su rol de ministro

El 27 de febrero de 2025, el presidente Petro anunció varios cambios en su gabinete, entre ellos a Carlos Rosero como titular del Ministerio de la Igualdad, en reemplazo de la vicepresidenta Francia Márquez, quien había enfrentado varios retos y críticas durante la creación y consolidación del ministerio. Márquez terminó aceptando dar un paso al costado para dedicarse de lleno a su labor como vicepresidenta, en medios de comunicación se especuló su rompimiento con Rosero quien fue su mentor político y asesor en el ministerio debido a una carta que Márquez envió al movimiento liderado por Rosero Proceso de Comunidades Negras donde anunciaba su renuncia al mismo.